# Julian Weiskopf
Julian Weiskopf (* 20. November 1993) ist ein österreichischer Fußballtorwart.

## Karriere
Weiskopf begann seine Karriere bei der TSU Prägraten. 2011 wechselte er zu Rapid Lienz in die Kärntner Liga. 2013 wechselte er zum Bundesligisten FC Wacker Innsbruck. Nach dem Abstieg gab er sein Profidebüt am 14. Spieltag der Saison 2014/15 gegen den Floridsdorfer AC.
Zur Saison 2017/18 wechselte er zum Regionalligisten FC Kufstein. In drei Spielzeiten bei Kufstein kam er zu 19 Einsätzen in der Regionalliga.
Zur Saison 2020/21 kehrte er zu Rapid Lienz zurück, das inzwischen in die fünftklassige Unterliga abgestiegen war. In der Saison 2024/25 wechselte er innerhalb der Unterliga zur TSU Matrei. Hier ist er zusätzlich als Torwarttrainer tätig.